# Церква святих апостолів Петра і Павла (Тилич)
Пам'ятник культури Малопольського воєводства: реєстраційний номер A-135 від 3 квітня 1969 року.

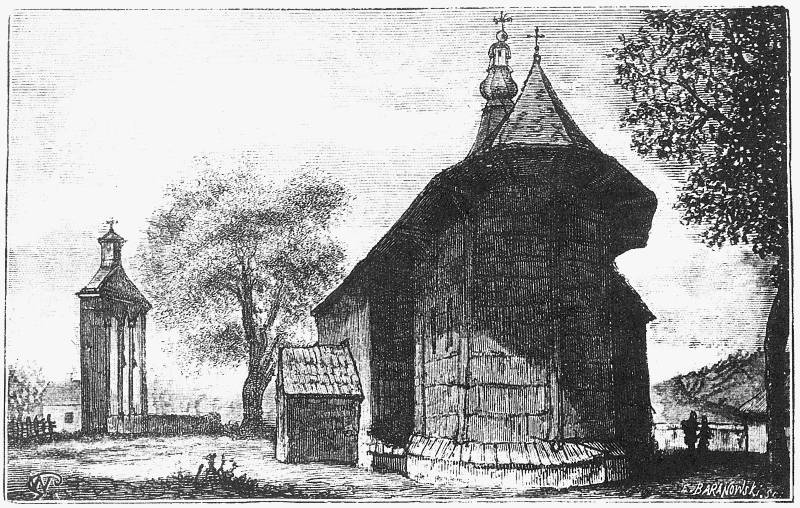
Рисунок церкви святих апостолів Петра і Павла, 1890 рік, Tygodnik «Biesiada Literacka», 1890, № 6 (736), стор. 88

Церква святих Петра і Павла (пол. Kościół Świętych Apostołów Piotra i Pawła) — католицька церква, розташована в селі Тилич, Новосондецького повіту, Малопольське воєводство, Польща. Пам'ятник архітектури Малопольського воєводства. Храм знаходиться на туристичному маршруті «Шлях дерев'яної архітектури» Малопольського воєводства.

## Історія
Перші згадки про церкву святих апостолів Петра і Павла відносяться до 1612 року. Будівництво храму ініціював краківський єпископ Пйотр Тиліцкій.
3 квітня 1969 року церква була внесена до Реєстру пам'яток Малопольського воєводства.

## Опис
Дерев'яна церква побудована в характерному для західно-лемківської архітектури трьохкупольному стилі XVII століття. Вхід до церкви розташований збоку. Над навою навпроти входу встановлено ліхтар. Біля вежі знаходиться дзвіниця з трьома невеликими дзвонами.
Ризниця церкви знаходиться з північного боку. У 1960 році внутрішні стіни храму були оздоблені поліхроімією з рослинним мотивом. У церкві знаходяться три невеликих вівтарі в стилі рококо, які датуються другою половиною XVIII століття. На головному вівтарі знаходиться ікона Пресвятої Діви Марії, що датується кінцем XVI — початком XVII століття. На бічних вівтарях розташовуються ікони святої Анни (XVII століття) і Розп'яття Ісуса Христа (XVIII століття).
В церкві також наявні амвон и купіль хрестильна в стилі рококо, котрі датуються XVIII століттям.
Неподалік від храму знаходиться ще одна дзвіниця, зведена в 1803 році.